# Hôtel de Thianges
L'Hôtel de Thianges est un hôtel particulier de la ville de Dijon situé dans son secteur sauvegardé.
Il est inscrit en partie aux monuments historiques depuis 1972.